# Heliconia rostrata
Heliconia rostrata, popularmente conhecida como bananeira-do-brejo ou papagaio, é uma planta tropical da família Heliconiaceae. O tipo de inflorescência desta planta é incomum relativamente às outras helicônias. São inflorescências pendentes, e o comprimento varia com o número de flores. As brácteas, de cores vermelho, verde e amarelo, envolvem e protegem as flores, muito vistosas, de intenso e exuberante colorido e, na maioria das vezes, com tonalidades contrastantes. As flores surgem do interior das brácteas e produzem um néctar que serve de alimento para muitos pássaros, especialmente beija-flores.
São consideradas geófitas, ou seja, se reproduzem não somente pelas suas sementes, mas também por seus órgãos subterrâneos especializados, cuja principal função é servir como fonte de reservas, nutrientes e água para o desenvolvimento sazonal.
Se bem adubada e irrigada, esta helicônia produz flores durante o ano todo, mas principalmente nos meses mais quentes. Presta-se para formação de renques junto a muros, maciços ou como planta isolada. Também é muito utilizada como flor-de-corte. São excelentes para jardins decorativos externos, pois formam touceiras de bela aparência com folhas grandes e verdes lembrando pequenas bananeiras. Não necessita replantio.

## Distribuição geográfica
Assim como a maioria das helicônias, esta variedade é de origem neotropical, nativa da região noroeste da América do Sul.

## Imagens

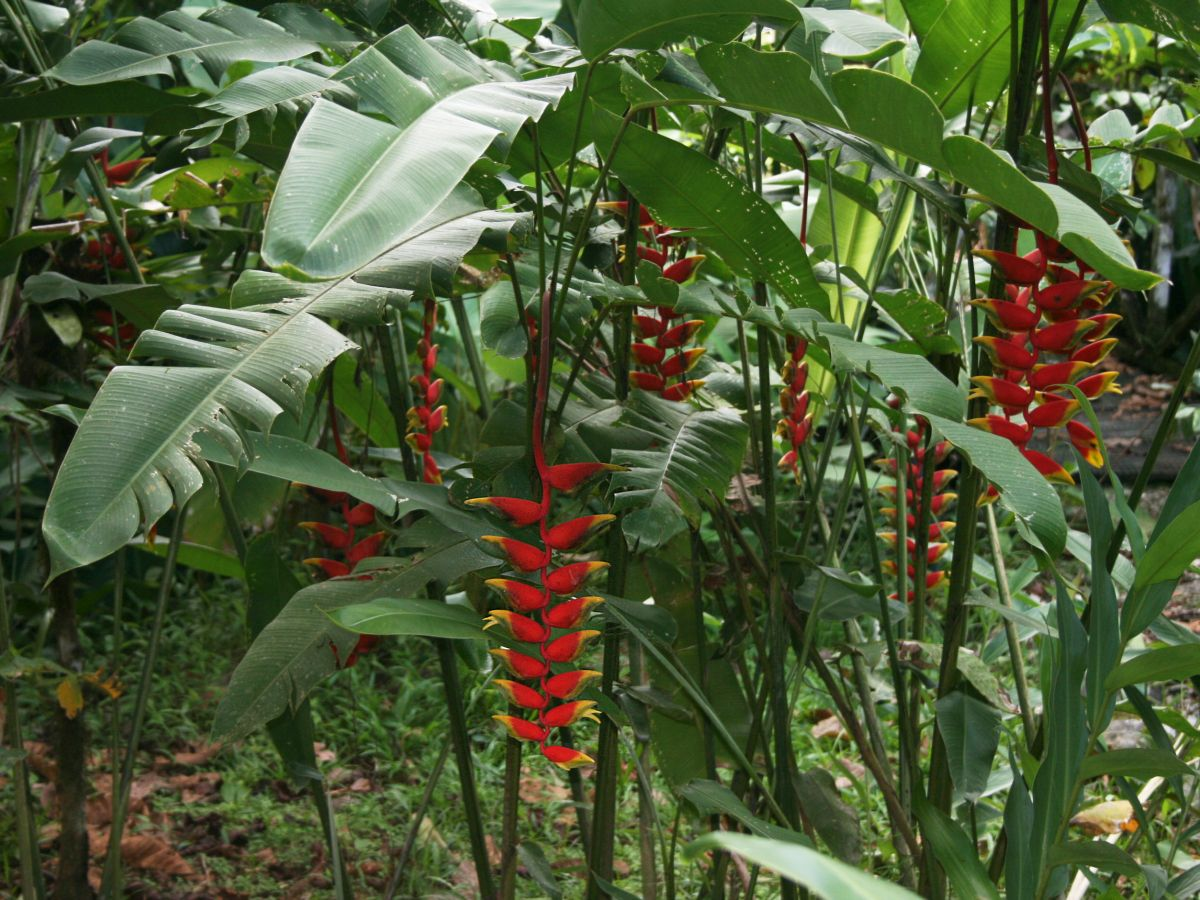
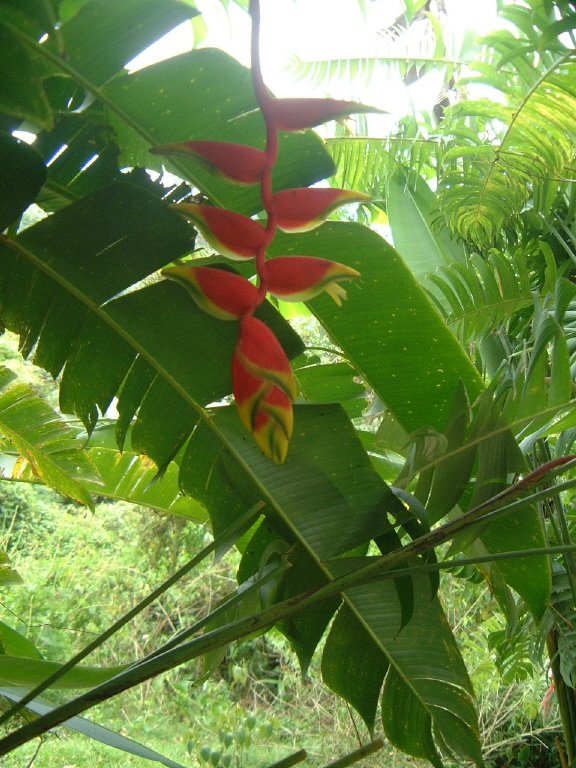

## Cultivo
Como em seu habitat, deve ser cultivada a pleno sol ou à meia-sombra, em solo fértil e rico em matéria orgânica, irrigado com freqüência. Não é tolerante ao frio. Plantam-se os rizomas entre 5 a 10 cm de profundidade, com espaçamento de 80 cm ou mais, em solo de boa qualidade. Não são exigentes em adubação. Aceitam umidade, porém não em excesso.